# Горелов, Александр Петрович
Алекса́ндр Петро́вич Горе́лов (27 марта 1923, Барановка, Саратовская губерния — 1953, Курган-Тюбинская область) — гвардии майор Рабоче-крестьянской Красной Армии, командир стрелкового батальона 120-го гвардейского стрелкового полка 39-й гвардейской стрелковой дивизии, участник Великой Отечественной войны, Герой Советского Союза (1946).

## Биография
Александр Горелов родился 27 марта 1923 года в селе Барановка (ныне — Николаевский район Ульяновской области) в рабочей семье.
Получил неполное среднее образование, работал бухгалтером.
В апреле 1942 года Горелов был призван на службу в Рабоче-крестьянскую Красную Армию. В 1943 году он окончил Туркестанское пулемётное училище. С мая того же года — на фронтах Великой Отечественной войны. К апрелю 1945 года гвардии капитан Александр Горелов командовал батальоном 120-го гвардейского стрелкового полка 39-й гвардейской стрелковой дивизии 8-й гвардейской армии 1-го Белорусского фронта. Отличился во время штурма Берлина.
22 апреля 1945 года батальон с боями вышел к реке Шпрее и нанёс удар по позициям противника с тыла, захватив три моста. Всего же в ходе боёв за Берлин батальон взял в плен более 2000 солдат и офицеров противника, освободил из двух лагерей военнопленных союзных войск.
Указом Президиума Верховного Совета СССР от 15 мая 1946 года гвардии капитан Александр Горелов был удостоен высокого звания Героя Советского Союза с вручением ордена Ленина и медали «Золотая Звезда».
В 1945 году в звании майора Горелов был уволен в запас. Проживал и работал в посёлке Колхозабад Курган-Тюбинской области Таджикской ССР.
Скончался в 1953 году.

## Награды и звания
- Герой Советского Союза[3].
- Орден Ленина,
- Медаль «Золотая Звезда».
- Орден Красного Знамени[4].
- Орден Кутузова III степени[5].
- Орден Красной Звезды[6].
- Медаль «За победу над Германией в Великой Отечественной войне 1941—1945 гг.»[7].
- Медаль «За взятие Берлина»[7].
- Медали СССР.

## Память
- В честь Горелова была названа улица в Колхозабаде.